# Colomba (embarcación)

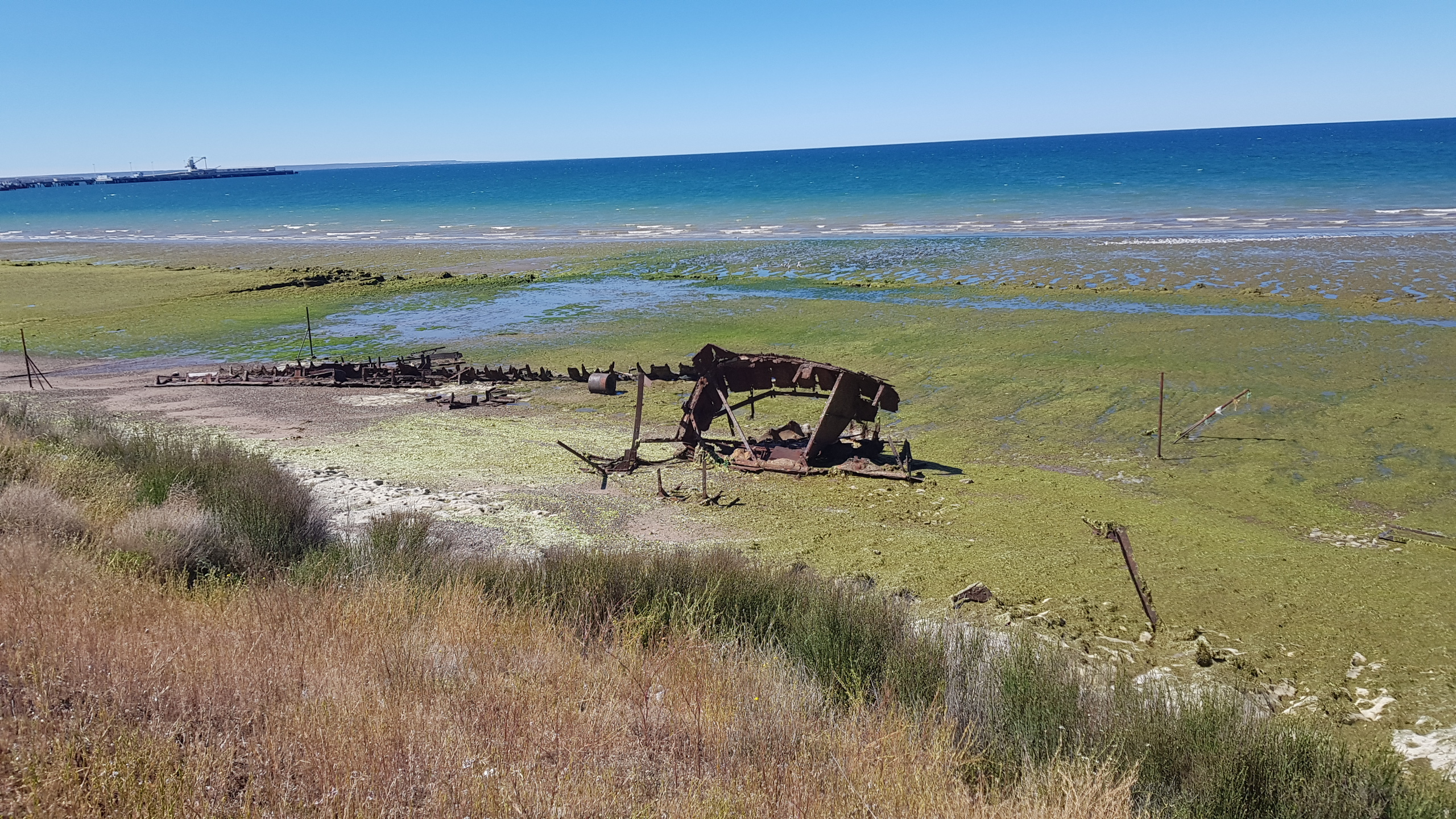
Restos de la embarcación Colomba en Puerto Madryn

Colomba fue el nombre de una balandra metálica de propulsión mixta (vela y vapor) hundida el 16 de septiembre de 1935 en el Golfo Nuevo en las cercanías del muelle de Piedrabuena en la playa del norte de la costa de Puerto Madryn, provincia de Chubut, Argentina que hoy lleva el nombre de Colomba. Los restos de la embarcación aún pueden verse desde la zona costera y al igual que en el caso de otros naufragios como el del Folias, forman parte del atractivo turístico en la región.

## Historia
El escritor Francisco "Pancho" Sanabra en su libro "Naufragios y algo más" relata que el barco data de principios del siglo XX y se encontraba registrado con matrícula 9862. Navegando hacia Comodoro Rivadavia por cuestiones climáticas se vio forzada a internarse en el Golfo Nuevo donde quedó finalmente varada en las cercanías de Puerto Pirámides. Tiempo más tarde fue reflotada y se la utilizó para el transporte de mercaderías, especialmente de sal, desde Puerto Pirámides a Puerto Madryn. Los datos al respecto de quién compró la embarcación son escasos y confusos, pudiendo haber sido sus propietarios una sociedad anónima y el ferrocarril del estado argentino que hasta 1961 solo tenía una línea férrea.
Las autoridades municipales consideran a la embarcación de un alto valor histórico por su intensa participación en el comercio de la zona a principios del siglo XX. El naufragio del Colomba, producido en septiembre de 1935, forma parte de una treintena de naufragios que se dieron en el Golfo Nuevo, la gran mayoría de ellos documentados.